# Léon Haakman
Léon Haakman (Saint-Germain-en-Laye, 25 december 1859 - na 1929) was een Frans impressionistisch schilder over wie slechts weinig gegevens bekend zijn.

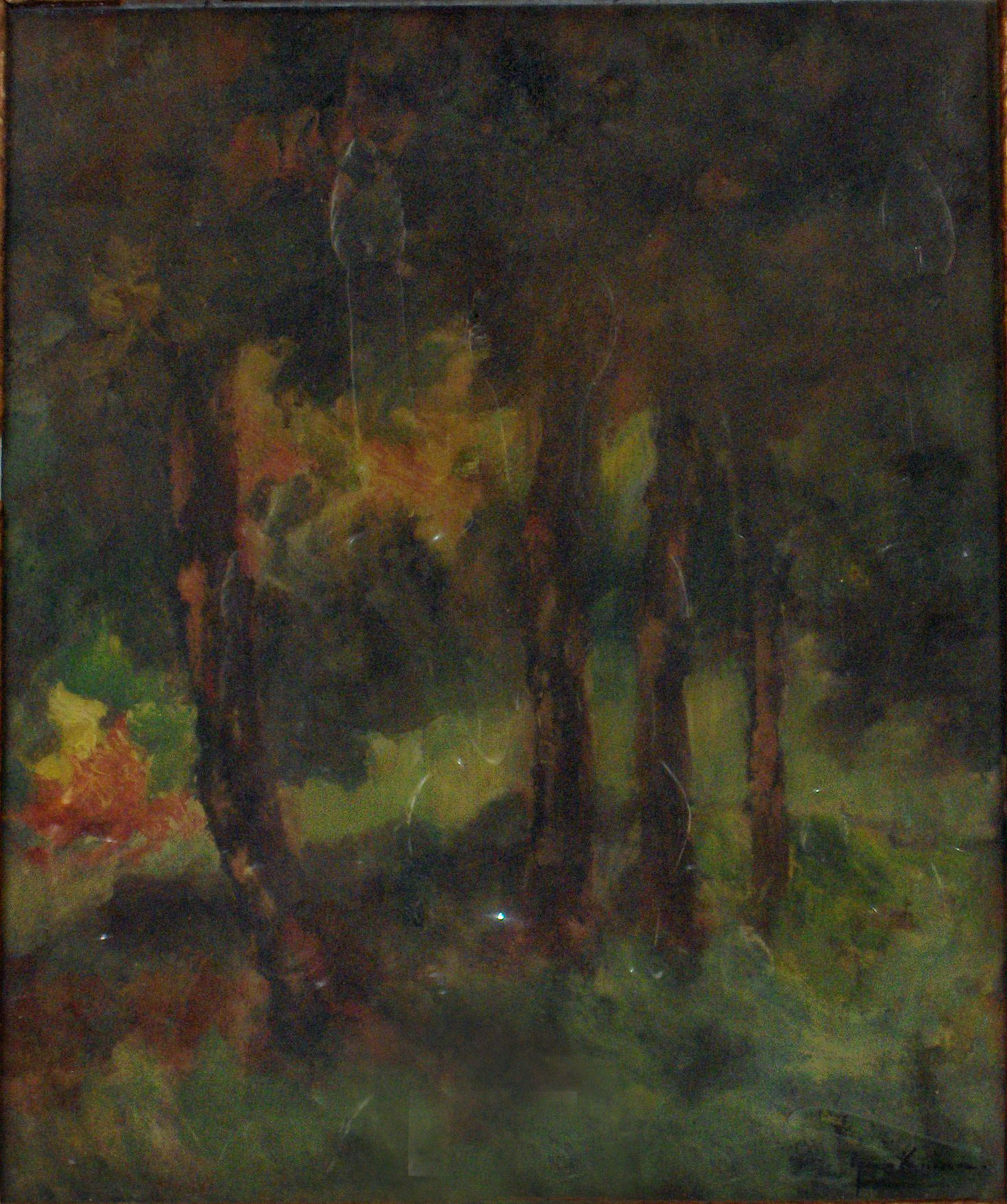
Bosgezicht

Hij was een leerling van Jules Dupré, een landschapsschilder uit de School van Barbizon. Haakman schilderde, in zijn voetspoor, eveneens bosgezichten en landschappen, maar dan in een impressionistische stijl. Het tijdschrift "Le Gaulois" (Parijs, 1868) besprak een bosgezicht van hem als "met een zeldzame emotie en met een aangename stijl. Men zal nog van dit doek spreken."

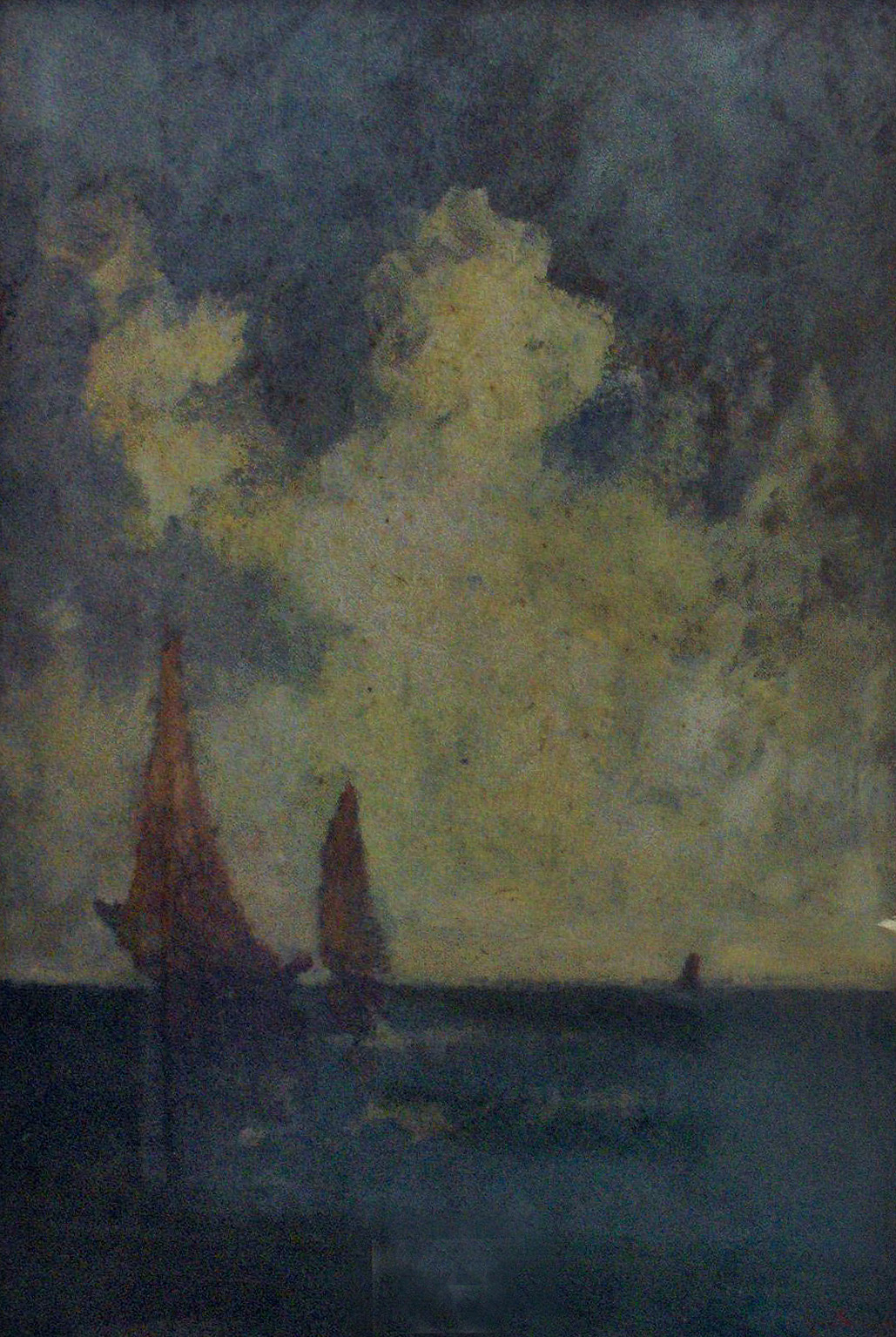
Zeilboten (getekend "Ostende, 1925")

In een later stadium stapte hij over naar zeegezichten. Haakman had in 1892 een expositie van impressionistische marines in de L'Union libérale des Artistes Français. In 1893 had hij een eerste tentoonstelling onder de titel Epopéé de la Mer en in 1898 een tweede in de bekende Galerie Georges Petit van Georges Petit.
Naast kunstschilder was Haakman tevens een dichter en een begenadigd violist. Hij was medewerker aan het tijdschrift L'Art International.
Haakman woonde enige jaren in Oostende, België, rond de periode 1925-1929. Zijn doeken verschijnen nog regelmatig op veilingen en worden geschat tussen 300 en 500 euro.
- Système universitaire de documentation: 180824759
- Virtual International Authority File: 313567836